# Iwane Matsui
Iwane Matsui (松井 石根?, Matsui Iwame; Nagoya, 27 luglio 1878 – Tokyo, 23 dicembre 1948) è stato un generale giapponese, distintosi già durante la guerra civile russa, e successivamente come comandante dell'Armata giapponese della Cina centrale durante la seconda guerra sino-giapponese.
Indicato tra i responsabili del massacro di Nanchino, dopo la fine della seconda guerra mondiale venne processato per crimini di guerra dal Tribunale militare internazionale per l'Estremo Oriente. Giudicato colpevole di crimini di guerra fu giustiziato nella prigione di Sugamo nel 1948. Il suo ruolo nel massacro di Nanchino è ancora oggetto di dibattito tra gli studiosi.

## Biografia
Nacque nella Prefettura di Aichi il 27 luglio 1878, sesto figlio di un samurai del clan Tokugawa del dominio di Owari. Frequentò l'Accademia Militare brevettandosi nel maggio del 1896, completando successivamente gli studi presso l'Accademia dell'Esercito Imperiale nel novembre 1897. Nel giugno 1898 venne promosso al grado di tenente, e nel novembre del 1900 a quello di 1° tenente. Tra il 1904 e il 1905 prese parte alla guerra russo-giapponese, combattendo nel nord-est della Cina. Ritornato in patria, nel novembre 1906 frequentò il 18º corso della Scuola di guerra, classificandosi al primo posto. Tra il gennaio 1907 e l'aprile 1911 prestò nuovamente servizio in Cina, dapprima a Pechino, e poi a Shanghai. Al seguito di una missione militare dell'Esercito Imperiale, nel 1913 visitò Indocina francese e nel 1914 l'Europa. Nell'agosto del 1915 fu promosso al grado di tenente colonnello, assegnato alla 22º Reggimento fanteria.
In seno a tale reparto, tra il dicembre 1915 e il febbraio 1919 prestò servizio a Shanghai (Cina). Il 24 luglio 1918 fu promosso al grado di colonnello, e tra il 1919 e il 1921 prestò servizio come comandante del 29º Reggimento fanteria. Tra il 1921 e il 1922 fu assegnato al Quartier generale del Corpo di Spedizione giapponese a Vladivostok, che combatté contro le forze dell'Armata Rossa bolscevica nella Russia orientale. Tra il 1922 e il 1924 prestò servizio nel nord-est della Cina come comandante di una unità di spionaggio, denominata Agenzia di Servizi Speciali, basata ad Harbin (Manciuria). Nel 1923 venne elevato al rango di generale di brigata, e tra il 1924 e il 1925 prestò servizio come comandante della 35ª Brigata di fanteria. Tra il 1925 e il 1928 fu capo del 2° Ufficio di presidenza dello Stato Maggiore Generale dell'Esercito.
Nel luglio 1927 venne promosso al grado di generale di divisione. Nel 1928 prestò servizio presso lo Stato Maggiore Generale, assegnato alle relazioni con gli eserciti europei, e nel 1929 gli fu affidato il comando dell'11ª Divisione di fanteria. Tra ottobre e il dicembre 1931 rientrò in servizio presso lo Stato maggiore, e in quello stesso mese divenne membro della delegazione giapponese presente alla Conferenza di Ginevra sul disarmo, rimanendovi fino all'agosto del 1932. Tra il marzo e il luglio 1933 fu membro del Supremo Consiglio di Guerra, e tra agosto dello stesso anno e il luglio 1934 fu comandante dell'esercito di stanza a Taiwan. Nell'ottobre del 1933 era stato promosso al grado di generale, e nell'aprile 1934 fu decorato con l'ordine del Sol Levante di 1ª Classe. Tra l'agosto 1934 e fino al la data del suo pensionamento, nel 1935, fu di nuovo in servizio presso il Supremo Consiglio di Guerra.

### La seconda guerra sino-giapponese

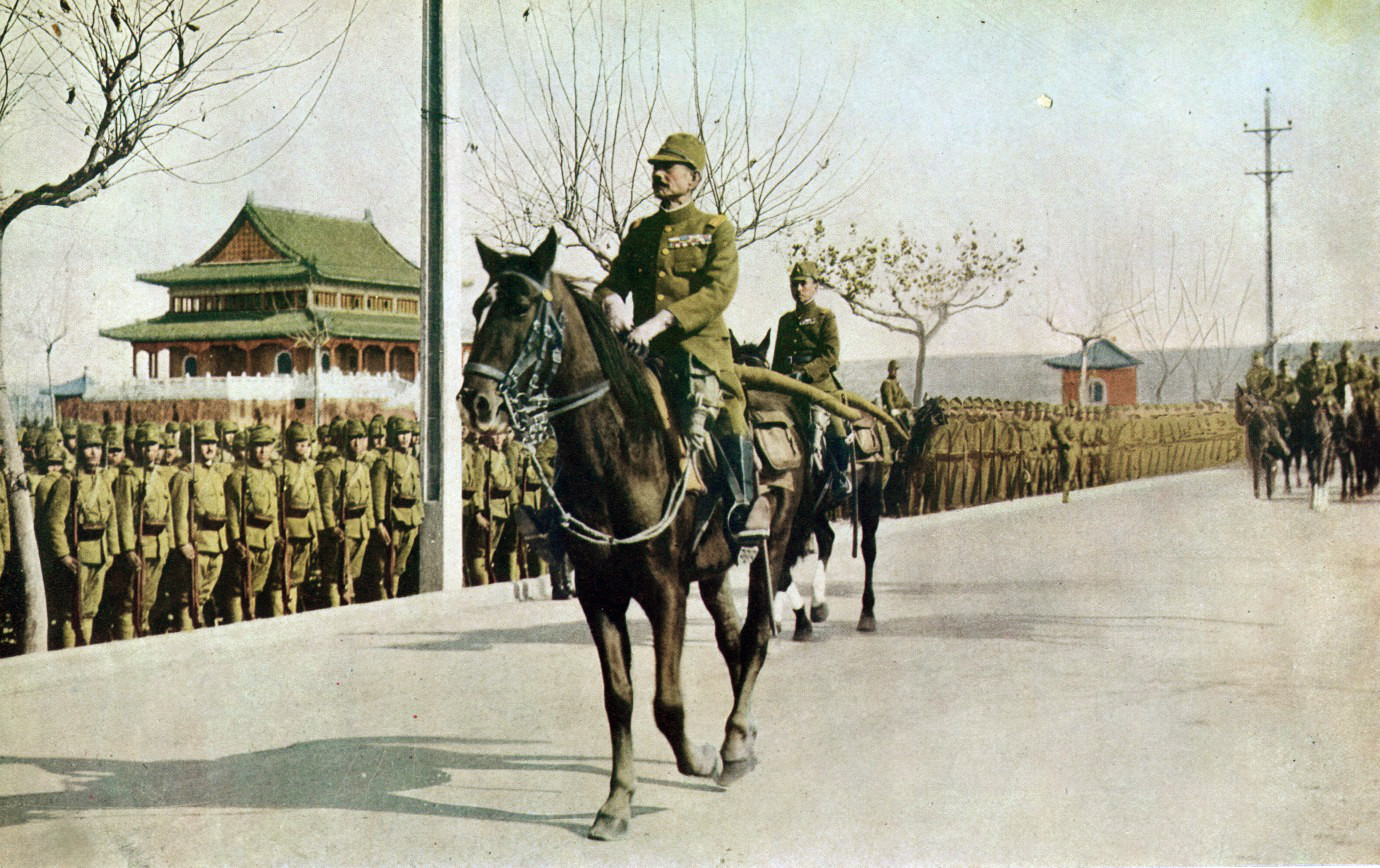
Il generale Iwane Matsui fa il suo ingresso a Nanchino, seguito dal Tenente generale Principe Yasuhiko Asaka

Come scoppiò la guerra con la Cina, il 15 agosto 1937 egli fu richiamato in servizio attivo, assumendo il comando dell'Armata di spedizione di Shanghai (SEF), durante le fasi per la conquista della città. Poco prima della presa di Shanghai venne convocato a Tokyo per un colloquio con l'Imperatore, e lasciando il Palazzo Imperiale egli disse al Primo Ministro Hajime Sugiyama che: Non c'è alcuna soluzione per spezzare il potere di Chiang Kai-shek se non catture Nanchino. Questo è quello che devo fare.
Il 23 agosto la SEF arrivò a Shanghai, dove nel mese di ottobre si ricongiunse con la 5ª Armata giapponese al comando del tenente generale Heisuke Yanagawa.
Il 7 novembre venne costituito il Comando dell'Armata regionale della Cina centrale (C.C.A.A.), organizzato combinando quelli della S.E.F. e della 10ª Armata. Assuntone il comando, mantenne inizialmente anche quello della SEF. Dopo aver vinto le battaglie intorno a Shanghai, il comando della SEF chiese l'autorizzazione al Quartier Generale Imperiale di Tokyo per attaccare Nanchino, allora capitale della Cina. Il Comando dell'Armata giapponese della Cina centrale fu riordinato e il tenente generale Principe Yasuhiko Asaka, uno zio dell'imperatore Hirohito, fu nominato comandante della SEF, mentre egli rimase al comando del CCAA.
In previsione dell'attacco a Nanchino emise ordini che prevedevano che le truppe al suo comando rispettassero gli abitanti della città, al fine di ottenerne la fiducia, evitando comportamenti che potessero esasperare la popolazione. Il 10 dicembre 1937 le truppe della SEF iniziarono l'attacco finale contro Nanchino, e le forze del Kuomintang che difendevano la capitale si arresero il 13 dicembre. Il cosiddetto massacro di Nanchino iniziò subito dopo. Colpito da un attacco di tubercolosi durante le operazioni, rimase malato e fermo a Suzhou fino al 17 dicembre 1937, quando, insieme al Principe Asaka, fece la sua entrata trionfale a Nanchino tra due ali di soldati. Pur non essendo presente al momento dell'inizio delle atrocità, egli fu consapevole di quello che i suoi uomini stavano facendo, così come lo erano i membri del Ministero degli Esteri giapponese che avevano seguito la conquista della città.

### Il massacro di Nanchino

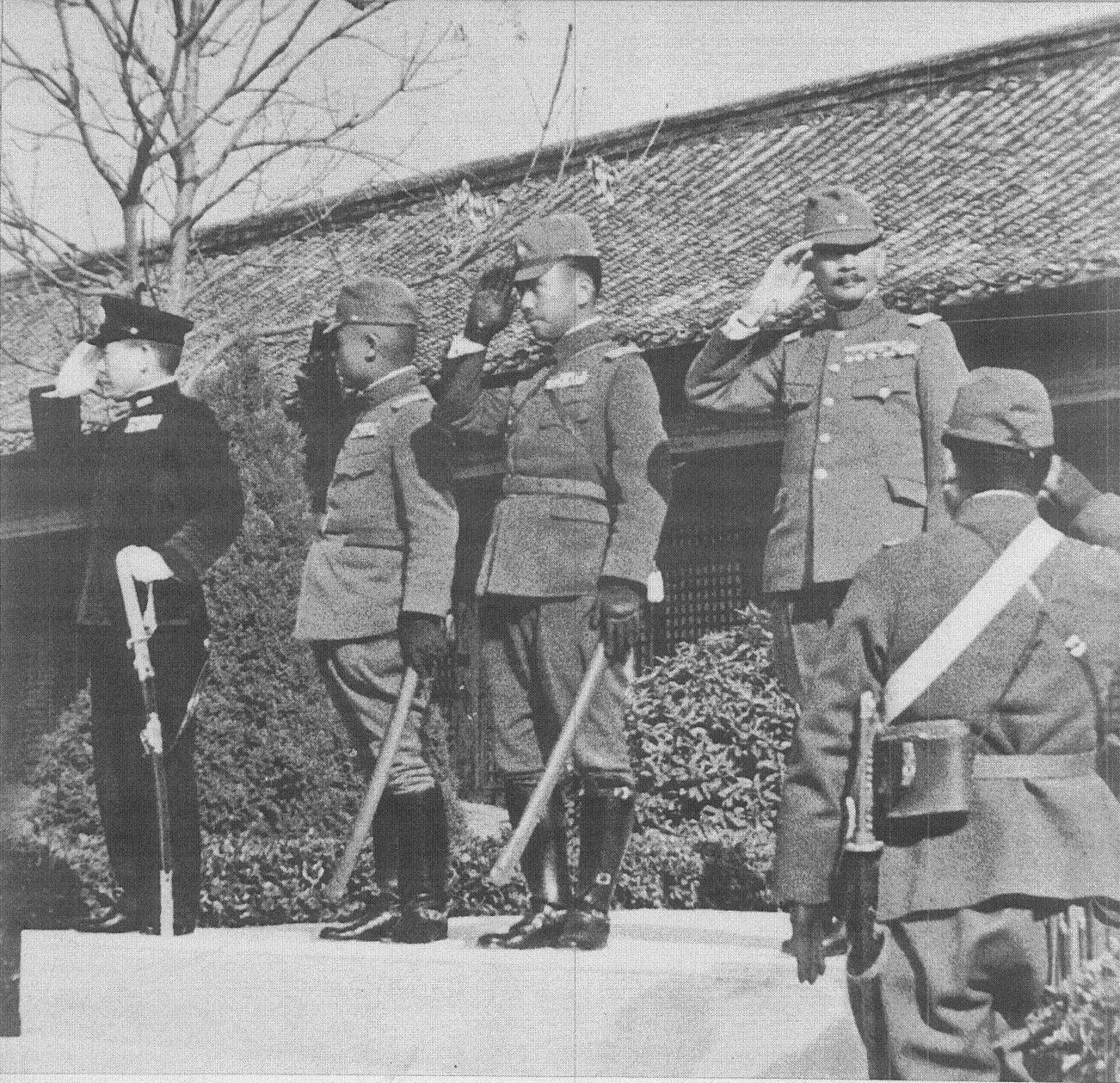
Il generale Iwame Matsui alla cerimonia per l'entrata delle truppe giapponesi a Nanchino.

Per quanto riguarda le atrocità a Nanchino egli scrisse sul suo diario di guerra su stupri (20 dicembre) e saccheggi (29 dicembre), commentando che ciò era molto deplorevole, e che questi comportamenti avevano distrutto la reputazione dell'Esercito Imperiale giapponese. Menzionò anche un certo numero abominevole di incidenti accaduti negli ultimi 50 giorni durante il servizio commemorativo per i caduti in guerra della S.E.F. tenutosi il 7 febbraio, sgridando, in lacrime, gli ufficiali e i soldati presenti, dicendo che le atrocità compiute da una parte dell'esercito avevano danneggiato la reputazione dell'Impero, una cosa del genere non sarebbe mai dovuta accadere nell'Esercito imperiale, essi avrebbero dovuto mantenere una rigorosa disciplina e mai perseguitare persone innocenti.
Nel 1938 fu nuovamente richiamato in Giappone e, tra il luglio dello stesso anno 1938 e il gennaio 1940, lavorò come consigliere militare preso il governo. Durante il resto della guerra, visse nella sua casa di Atami, situata nella Prefettura di Shizuoka. Nel febbraio 1940 ebbe un ruolo attivo nell'erigere una grande statua di Kōa Kannon, la dea buddista della misericordia, rivolta nella direzione di Nanchino. Durante la guerra fu un attivo sostenitore del disegno della Sfera di co-prosperità della Grande Asia orientale, compiendo visite in Malaysia, Thailandia, Burma, Cina, Filippine, e nelle Indie orientali olandesi in qualità di Presidente della Società Asiatica nel giugno del 1942.
Nel 1945, durante il processo di Tokyo, il Tribunale militare internazionale per l'Estremo Oriente lo ritenne colpevole di crimini di guerra di Classe B e Classe C e in relazione al massacro di Nanchino, in quanto consapevole che le sue truppe stavano commettendo crimini di guerra, non riuscendo a fermarle. A causa di una polmonite non fu incarcerato fino al marzo del 1946, venendo giustiziato per impiccagione nella prigione di Sugamo, Tokyo, il 23 dicembre 1948, all'età di 70 anni. Nel 1978 il suo nome, assieme a quello di alcuni altri generali giapponesi accusati di crimini di guerra, fu ricordato presso il Tempio di Yasukuni a Tokyo.

## Vero colpevole?
Durante la sua deposizione in tribunale egli ammise semplicemente che ciò che i pubblici ministeri chiamavano "Lo stupro di Nanchino", aveva avuto luogo. Ci furono molti altri testimoni giapponesi che riconobbero che vi erano stati eccessi da parte delle truppe, anche se le loro percezioni circa la portata delle atrocità variavano di testimonianza in testimonianza. Tra i testimoni Ishii Itaro, capo dell'Ufficio per l'Asia Orientale presso il Ministero degli Esteri, ammise candidamente in tribunale che egli è stato informato degli stupri, incendi dolosi, saccheggi e degli omicidi avvenuti nella Capitale cinese tramite il personale presente presso gli uffici del Ministero degli Esteri giapponese a Nanchino e a Shanghai. Nella sua autobiografia Ishii Itaro scrisse che sia lui, e il Ministro degli Esteri Kōki Hirota avevano avvertito molte volte il comando dell'Esercito Imperiale, invitandolo ad agire per reprimere gli eccessi che stavano avvenendo.

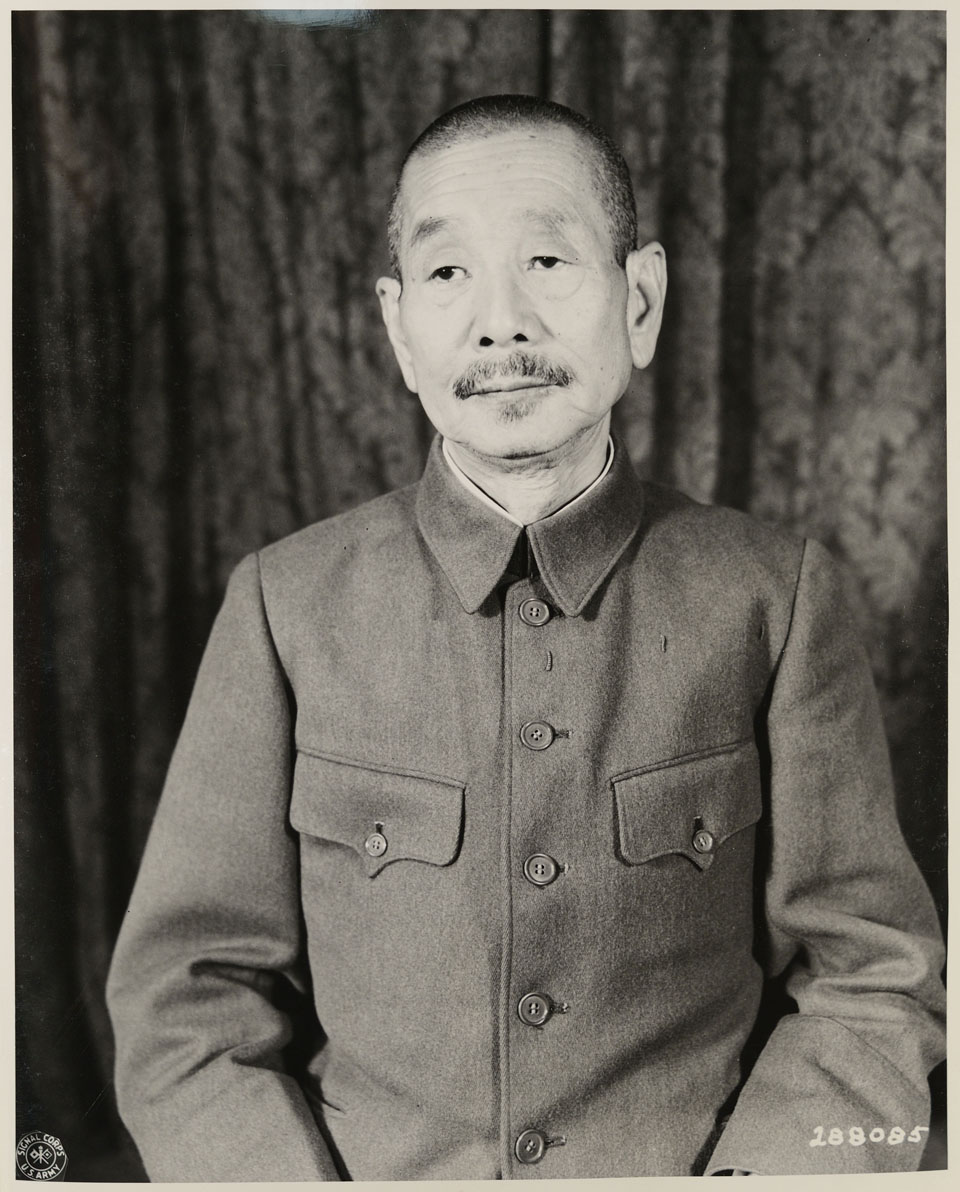
Il generale Iwane Matsui, 1945

In un sondaggio del 2001 effettuato presso gli storici giapponesi questi ultimi furono estremamente duri circa la valutazione dell'operato di Matsui a Nanchino. Il professor Yutaka Yoshida, per esempio, ritiene che Matsui abbia fatto sei gravi errori che hanno contribuito al massacro: 
1) Insistere nell'avanzare su Nanchino privo di un adeguato supporto logistico che costrinse le sue truppe a fare affidamento sul bottino di guerra.
2) Non prendere alcun provvedimento per proteggere i prigionieri di guerra cinesi.
3) Permettere ad un eccessivo numero di soldati di entrare in città.
4) Non collaborare sufficientemente con il Comitato internazionale per la zona di sicurezza di Nanchino.
5) Insistere che il suo ingresso trionfale a Nanchino si doveva tenere al più presto, alla cui richiesta i suoi sottoposti risposero aumentando la velocità e la portata delle operazioni di rastrellamento.
6) Trascorrere troppo tempo impegnato nelle manovre politiche, trascurando i suoi doveri di comandante militare.
Lo storico Tokushi Kasahara, pur non opponendosi del tutto a questi sei punti, sostenne che il solo Matsui è stato trasformato in un capro espiatorio al Processo di Tokyo per crimini di guerra. Nella prima edizione del libro The Rape of Nanking: The Forgotten Holocaust of World War II la scrittrice Iris Chang sostenne la sentenza del Tribunale Internazionale che criticava il generale Matsui per l'avvenuto massacro, seguendo la versione tradizionale che Matsui aveva pianificato l'invasione di Nanchino e che fu l'effettivo comandante del Principe Asaka durante il massacro. In seguito la scrittrice ha rivisto la sua posizione, e nelle edizioni successive ha insistito sul fatto che Matsui era ammalato durante il massacro e che il Principe Asaka era quindi l'ufficiale in comando. La verità è ancora una questione in costante dibattito.

## Pubblicazioni (in lingua inglese)
- The Japanese Army and the Dispute in the Far East, Kundig, Geneva, 1932.
- An Asiatic League of Nations, Office of the Greater Asia Association, Tokyo, 1937.

### Annotazioni
1. ↑  Il dominio di Owari era la metà occidentale della prefettura di Aichi.
2. ↑  Matsui Iwame frequentò la 9ª classe dell'Accademia dell'Esercito imperiale giapponese nel 1897, e tra i suoi compagni di classe vi erano il futuro primo ministro Nobuyuki Abe, e generali Sadao Araki, Jinzaburo Mazaki e Shigeru Honjo.
3. ↑  Nell'agosto del 1904 ottenne la promozione al grado di capitano.
4. ↑  Durante tale servizio, nel novembre 1909 venne promosso al grado di maggiore.
5. ↑  Si ritirò dal servizio attivo in quanto sconvolto dall'assassinio del Direttore per gli Affari Militari presso il Ministero della Guerra, maggiore generale Tetsuzan Nagata, da parte del tenente colonnello Saburō Aizawa.
6. ↑  Suo compito era quello di supervisionare l'operato sia della SEF che della 10ª Armata, ma la vera autorità del generale Matsui sul Principe Asaka è, tuttavia, difficile da stabilire, in quanto il Principe era un membro della famiglia imperiale, nominato direttamente dall'Imperatore.
7. ↑  Egli affermo: Nanchino è la capitale della Cina e la sua cattura è ne un affare internazionale; quindi, dovrebbe essere fatto un attento studio in modo da esibire l'onore e la gloria del Giappone, aumentando la fiducia del popolo cinese, e che la battaglia nelle vicinanze di Shanghai sia finalizzata alla distruzione dell'esercito cinese. Tutelare e proteggere quindi, quando sia possibile, i funzionari e la popolazione cinese; l'Esercito Imperiale dovrebbe sempre tenere a mente di non coinvolgere i residenti e le truppe straniere in difficoltà, mantenendo una stretta collaborazione con le autorità straniere, al fine di evitare malintesi.
8. ↑  La conquista giapponese di Nanchino si rivelò così brutale che, per descrivere l'orrore, furono coniati i nomi di "Stupro di Nanchino" e "Massacro di Nanjing". A seconda delle varie fonti, si parla di una cifra tra i 50.000 e oltre i 300.000 cinesi, per lo più civili e prigionieri di guerra, torturati, mutilati e uccisi dalle truppe giapponesi. Ci furono anche 20.000 casi documentati di stupro, con le vittime che andavano dai 10 agli 80 anni di età.
9. ↑  Teorizzò tale istituzione fin dalla metà degli anni Venti del XX secolo, quando scriveva sull'influente rivista di affari internazionali Gaikoō Jihō, edita dal Ministero degli Esteri.
10. ↑  Anche altri autori, tra cui James Yin, incolpano principalmente Asaka per il massacro, e ritraggono il generale Matsui come una figura impotente, bloccata tra il Principe e l'Imperatore.

### Fonti
1. 1 2 3 4 5 6 7 8 9 10 11 12 13 14 15  Mikaberidze 2013, p. 443.
2. 1 2 3 4 5 6 7 8  Szpilman, Saaler, Weber2011, p. 141.
3. ↑  Ristaino 2008, p. 47.
4. ↑  Ristaino 2008, p. 49.
5. ↑  Ristaino 2008, p. 50.
6. ↑  Yutaka 1998, p. 71.
7. ↑  Ristaino 2008, p. 73.
8. ↑  Kitamura 2007, p. 59.
9. ↑  Kitamura 2007, p. 56.
10. 1 2 3  Kitamura 2007, p. 62.
11. ↑  Higashinakano 2005, p. 171.
12. ↑  Yutaka 1998, p. 164.
13. 1 2  Kitamura 2007, p. 63.
14. 1 2  Lattanzi, Monetti 2006, p. 651.
15. ↑  Maselli 2006, p. 88.
16. ↑  MacFarlane 2010, p. 152.
17. ↑  “永久保存版 - 三派合同 大アンケート Archiviato l'11 dicembre 2020 in Internet Archive.,” Shokun!, February 2001, 202.
18. ↑  “永久保存版 - 三派合同 大アンケート Archiviato l'11 dicembre 2020 in Internet Archive.,” Shokun!, February 2001, 198.